# 寶井其角

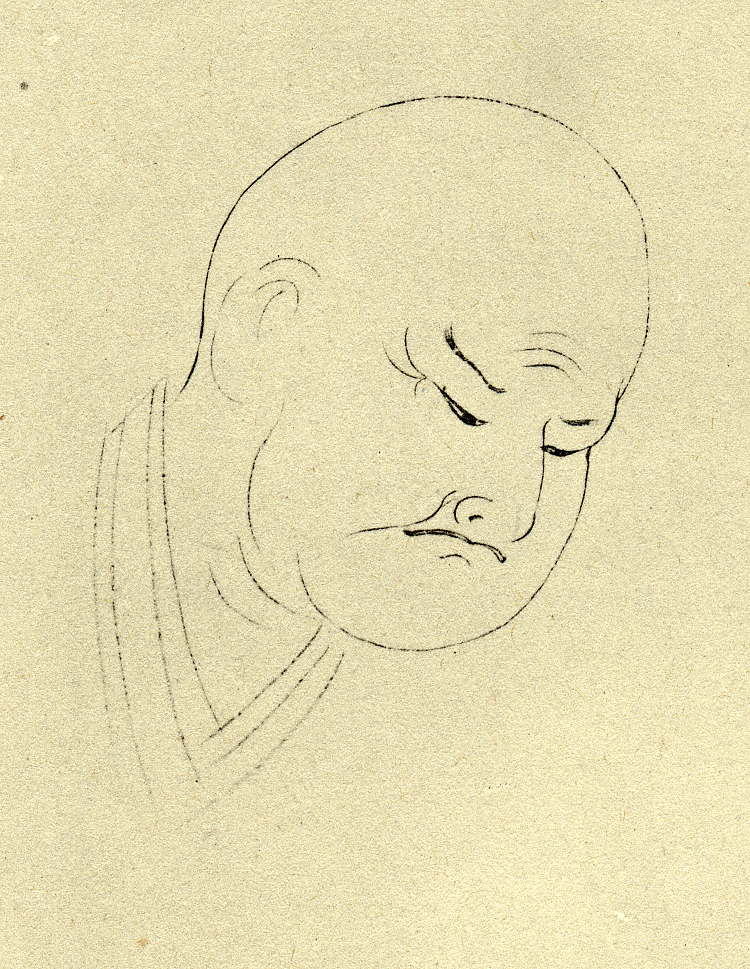
寶井其角

宝井其角（日语：／ Takarai Kikaku，1661年8月11日—1707年4月2日），日本江戶時代前期的俳諧師，松尾芭蕉蕉门十哲之一。
本名竹下侃憲。別號螺舍、狂雷堂、晋子、宝普齋等。

## 生平
出生於江戶堀江町，本名竹下侃憲，是近江國膳所藩御殿医竹下東順的長男。

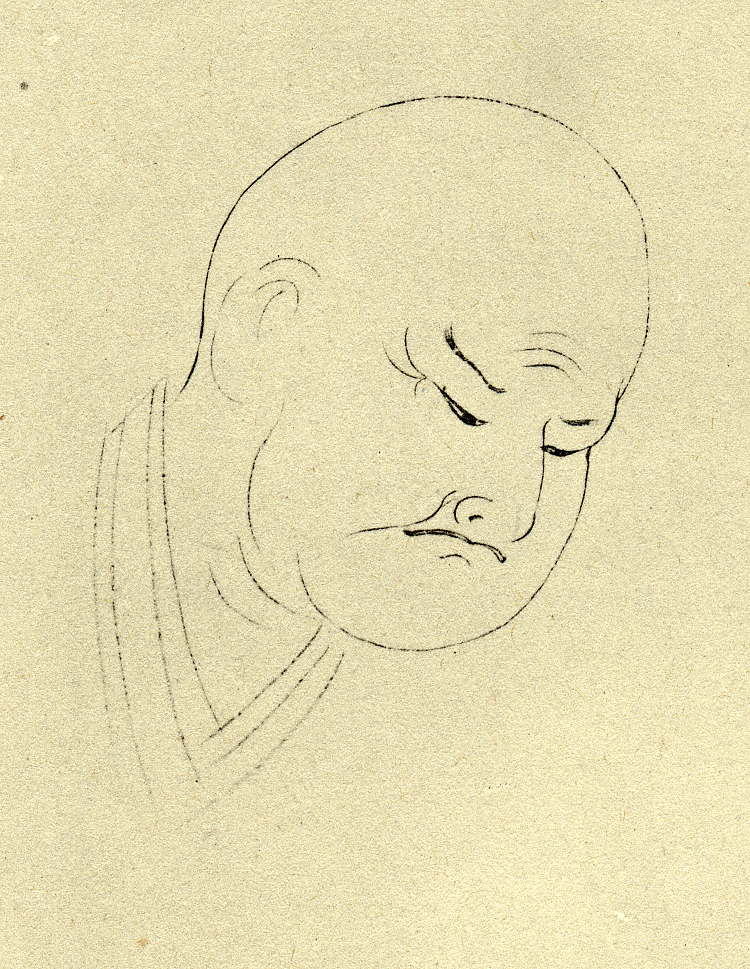
宝井其角

### 句集
- 花摘集
- 其角十七條
- 枯尾花
- 五元集

等等

## 外部連結
- 早船の記
- 「早船の記」の訳と解説
- 其角生誕350年記念集 （页面存档备份，存于）
- 其角抄-月花ヲ医ス （页面存档备份，存于）